# Humberto Toschi
Humberto Adrián Toschi (1 de abril de 1947- 22 de agosto de 1972), quien tenía los apodos de “El Gringo”, “El Bogu” o “El Berto”, fue un guerrillero que nació en Córdoba, provincia de Córdoba, Argentina, el 1 de abril de 1947 y murió en la Base Naval Almirante Zar ubicada en las cercanías de Trelew, provincia de Chubut, Argentina asesinado durante la llamada Masacre de Trelew.

## Actividad en la guerrilla
Trabajaba en una empresa familiar cuando luego de unirse al marxista-leninista  Partido Revolucionario de los Trabajadores decidió, al igual que otros cuadros, “proletarizarse” trabajando como obrero.  
El PRT-El Combatiente decidió en el V Congreso entre el 28 y el 30 de julio de 1970 la formación del  Ejército Revolucionario del Pueblo y sumar la organización al “proceso de guerra revolucionario que ha comenzado” desde el Cordobazo”, según su interpretación, la rebelión de las masas contra la dictadura.
El 30 de agosto de 1971 fue detenido en una redada cuando participaba en Córdoba en una reunión del comité militar regional, cayendo también los dirigentes Mario Roberto Santucho, Jorge Ulla y Enrique Gorriarán Merlo. Fue trasladado al penal de Villa Devoto en la ciudad de Buenos Aires y Toschi fue elegido delegado del PRT por sus compañeros de pabellón. Posteriormente fue llevado al penal de máxima seguridad de Rawson, donde estaba cuando se produjo el intento de fuga.

## Fuga y masacre en Trelew
El 15 de agosto de 1972 Toschi se fugó del penal junto a otros integrantes de las Fuerzas Armadas Revolucionarias, ERP y Montoneros, en un resonante operativo durante el cual asesinaron al guardiacárcel Juan Gregorio Valenzuela. Por fallas en el operativo solo un puñado de dirigentes guerrilleros llegó a tiempo al aeropuerto y Toschi, que integraba un segundo grupo de 19 evadidos logró arribar por sus propios medios en tres taxis al aeropuerto, pero llegaron tarde, justo en el momento en que la aeronave despegaba rumbo al vecino país de Chile, gobernado entonces por el socialista Salvador Allende. 
Al ver frustradas sus posibilidades, luego de ofrecer una conferencia de prensa este contingente depuso sus armas sin oponer resistencia ante los efectivos militares de la Armada que mantenían rodeada la zona, solicitando y recibiendo públicas garantías para sus vidas en presencia de periodistas y autoridades judiciales.
Una patrulla militar bajo las órdenes del capitán de corbeta Luis Emilio Sosa, segundo jefe de la Base Aeronaval Almirante Zar, condujo a los prisioneros recapturados dentro de una unidad de transporte colectivo hacia dicha dependencia militar. Ante la oposición de estos y el pedido de ser trasladados de regreso nuevamente a la cárcel de Rawson, el capitán Sosa adujo que el nuevo sitio de reclusión era transitorio, pues dentro del penal continuaba el motín y no estaban dadas las condiciones de seguridad.
Al arribar el contingente al nuevo destino de detención, el juez Alejandro Godoy, el director del diario Jornada, el subdirector del diario El Chubut, el director de LU17 Héctor "Pepe" Castro y el abogado Mario Abel Amaya, quienes acompañaban como garantes a los detenidos, no pudieron ingresar con ellos y fueron obligados a retirarse.
A las 03:30 horas del 22 de agosto, en la Base Naval Almirante Zar, los 19 detenidos fueron despertados y sacados de sus celdas. Según testimonios de los tres únicos reclusos sobrevivientes, mientras estaban formados y obligados a mirar hacia el piso fueron ametrallados por una patrulla a cargo del capitán de corbeta Luis Emilio Sosa y del teniente Roberto Guillermo Bravo, falleciendo en el acto o rematados después con armas cortas la mayoría de ellos, incluido Toschi.